# Tvrdošovce
Tvrdošovce (en allemand : Heiligenkreuz in der Donauniederung ; en hongrois : Tardoskedd) est une commune du district de Nové Zámky, dans la région de Nitra, en Slovaquie.

## Histoire
La première mention écrite du village date de 1221.

## Démographie

### Évolution de la population
| Année:               | 1994. | 2004.   | 2014.   | 2024.   |
| -------------------- | ----- | ------- | ------- | ------- |
| Nombre de personnes: | 5145  | 5239    | 5172    | 5062    |
| Différence:          |       | +1,82 % | -1,27 % | -2,12 % |

| Année:               | 2023. | 2024.   |
| -------------------- | ----- | ------- |
| Nombre de personnes: | 5089  | 5062    |
| Différence:          |       | -0,53 % |

## Personnalité
- Mikuláš Rutkovský (1940–2010), sculpteur et médailleur tchèque

## Jumelages
La ville de Tvrdošovce est jumelée avec :
- Bonyhád (Hongrie)
- Zetea (Roumanie)
- Környe (Hongrie)
- Nagyatád (Hongrie)
- Piliscsév (Hongrie)
- Tardos (Hongrie)
- Szákszend (Hongrie)